# 日本のビール
日本のビール（にほんのビール、英語: Beer in Japan）では、日本で製造および輸入されるビールの概要について記す。

## 概要
日本のビールは、市場占有率（シェア）ではアサヒビール、麒麟麦酒、サントリー、サッポロビールの主要ビールメーカー4社が98％、オリオンビールが1％を占め、残りの1パーセントに約400社を数える中小メーカーがひしめき合う。ビアスタイルはラガー（ピルスナー）が99%を占める。
モルト（麦芽）の含有量が少ない発泡酒、第三のビールを含むビールテイスト飲料も、市場の一角を占めている。これらはビールに比べ酒税率が低くビールより安く販売できる。
1994年の規制緩和以降、日本の地ビールやクラフトビールといったマイクロブルワリーの人気が高まった。クラフトマンシップ、品質、そして和食に合うなどの求められている様々なスタイルのビールを提供している。
日本の大都市では、ビールバーやパブも人気が高まっているが、東京や大阪などの都市では、地元やアメリカのビールを中心とした非常に活気のあるクラフトビールバーがある。
2014年後半、麒麟麦酒は、完全子会社「SPRING VALLEY BREWERY（スプリングバレーブルワリー）」を設立し、クラフトビール部門への参入を発表した。
東京の代官山と神奈川県横浜市の生麦の2か所に醸造所がある。これらはどちらも2015年に正式に開業した。

## 歴史

### 「ビール」の語
江戸時代の大半の期間、西洋諸国のうちオランダ王国のみが日本と正式な国交を持っていた。日本の文献で「ビール」の語が確認できる最古のものは、オランダ語通詞（江戸幕府公式通訳官）を勤めた今村市兵衛と名村五兵衛が書き残した『和蘭問答』（1724年）である。オランダ商館長から献上された「麦酒」「ヒイル」を飲んだ旨が記されており、「殊の外悪しき」「何のあぢはひも無」と感想が述べられている。この後、蘭学者の大槻玄沢の著作『蘭説弁惑』（1788年）や、蘭学医の杉田玄白の著作『和蘭医学問答』（1795年）に「びいる」を紹介する文が確認できる。1798年に完成した森島中良によるオランダ語の語彙集『類聚紅毛語訳』では「オランダ語: bier」を「麦酒 ビール」と記している。 この他、ヘンドリック・ドゥーフが幕府の求めで編集をはじめた蘭日辞典『ドゥーフ・ハルマ』（1833年完成）や『和蘭字彙』（桂川甫周、1858年完成）には「ビール」の用例が多数掲載され、『ハルマ和解』では「麦酒」として記載されている。
以後、『西洋衣食住』（福沢諭吉、1867年）では「ビイール」表記であり、明治初期の新聞表記も「ビール」の表記が多かった。明治後期にビアホールが出現したことで、英語: beerから「ビーヤ」と呼ばれるも呼ばれる事例も見受けられるようになり、日本初の外来語辞典『舶来語便覧』（1912年刊）には、「ビール」「ビーア」「ビーヤ」が立項されている。最も一般的な呼称は「ビール」であったようで、それは今日まで続いている。

### 日本のビール醸造
日本におけるビール醸造が確認できる最古の文献は、ヘンドリック・ドゥーフがオランダ帰国後に著した『日本回想録』で、ノエル・ショメルの『日用百科辞典（仏: Dictionnaire œconomique）』を参考にして「白ビールの味のする液体」を造ったことが書かれている。ただし、発酵が十分ではなく、またホップも入手できなかったために使用されていない。
高野長英の著作『救荒二物考』（1836年）には、救荒作物としての早生のソバの調理例としてビール（「ビイル」）の醸造法が記してあり、翻訳物以外では初めての記述となる。高野が実際に醸造を行っていたのかどうかは、はっきりしていない。
確認が出来ている範囲で、日本人で初めてビールを醸造したのは川本幸民である。1853年頃、川本は自宅でビールの醸造実験を行ったと言われており、曹源寺境内で、桂小五郎、大村益次郎、橋本左内といった人物を招いて醸造したビールの試飲会を行ったとも言われている。
1869年には、日本で最初のビール醸造所となる「ジャパン・ヨコハマ・ブルワリー」がアメリカ人のG・ローゼンフェルトとドイツ人技師のE・ヴィーガントによって横浜の外国人居留地に設立されている。1870年にはノルウェー系アメリカ人技師ウィリアム・コープランドが「スプリング・バレー・ブルワリー」を横浜の外国人居留地に設立している。スプリング・バレー・ブルワリーは後に麒麟麦酒となる。また、コープランドは、工場隣接の自宅を改装し、外国人居留者と外国船の船員向けに「スプリング・バレー・ビヤ・ガーデン」を開設している。日本初のビアガーデンと言える。
1872年には大阪市で渋谷庄三郎が「渋谷ビール（しぶたにビール）」を醸造、販売する。日本人としては初めての本格的なビール醸造・販売業者である。なお、渋谷ビールは渋谷が亡くなった1881年に製造を終了している。以後、山梨県甲府市の商家「十一屋」を営む野口正章の「三ツ鱗ビール」、保坂森之輔の「北方ビール」（横浜市）、清水谷商会が東京で売り出したに「桜田ビール」（1881年、麹町の桜田麦酒醸造所が桜田麦酒を大瓶詰1ダース2円75銭で販売した。『東京日日新聞』1881年1月）といった具合に販売が相次ぐ。この頃に参入した業者は個人業者が多く、醸造が手軽なイギリス風のビールを生産する傾向が強かった。京都でも1883年から1887年に「扇ビール」、「井筒ビール」、「九重ビール」、「兜ビール」といった民間企業のビールが販売されている。
1876年には開拓使が北海道札幌市に札幌麦酒醸造所を設立し「冷製札幌ビール」の製造、販売を行うようになった。日本人による初のブルワリーである。札幌麦酒醸造所は、後にサッポロビールとなる。初期には輸入ビールの量が生産高より多かったが、1887年頃をピークとして輸入量は減少し、大手資本がビール生産に参入するようになった。1885年には居留民によってジャパンブルワリー（麒麟麦酒の前身）、1887年には丸三麦酒、1888年には札幌麦酒醸造所を大倉組が買収し、札幌麦酒株式会社を設立、1889年には大阪麦酒株式会社（アサヒビールの前身）、1893年には日本麦酒（ヱビスビールを生産）が成立している。当時は輸入したビール瓶を再利用するのが一般的であったが、1893年に大阪麦酒会社の吹田工場がビール瓶の自社生産を開始している。これら戦前期を代表することになる新規参入の四社はいずれもドイツ系のビールを生産しており、日本のビールはドイツ系ビール一色となった。一方で個人事業主は大規模な生産体制を構築することができず、多くが撤退に追い込まれている。1906年にはビール産業を外国に対抗できるものにしようとする清浦奎吾農商務大臣の強い働きかけによって日本麦酒、札幌麦酒、大阪麦酒は合同し、大日本麦酒が成立した。
第一次世界大戦で、アメリカ合衆国はヨーロッパ各国からのビールの輸入を絶たれたことで、日本をはじめ東南アジアやイギリス領インド帝国で醸造されたビールを大量に輸入するようになった。1913年と比較して、第一次世界大戦が終戦となる1918年には、日本のビールの輸出量は222倍にも上り、日本で醸造されるビールの25%が輸出に充てられていた。1920年にはアメリカで禁酒法が施行されることになり、これに伴ってアメリカ国内で不要となったビール醸造機械を買い取って日本に運ぶことで、新たなビール会社の設立が相次いだ。横浜市鶴見区の日英醸造、宮城県仙台市の東洋醸造（のちに旭化成に吸収された同名の酒造メーカーとは無関係）が代表例として挙げられる。
1939年、日本のビール製造量が第二次世界大戦前のピークに達するが、同年9月18日に物価停止令による販売価格の固定化、続いて1943年に製品の規格が統一化されて、戦後の1949年までブランドが消滅する時代が続いた。1949年には大日本麦酒が朝日麦酒と日本麦酒に分割され、麒麟麦酒との三社体制になった。
1957年に醸造用アルコール生産高が日本2位に成長していた宝酒造が「タカラビール」の販売を開始するが、3社寡占状態もあって酒問屋にタカラビールの取り扱いを断られたこともあり、販路拡大に失敗。1967年にはビール醸造から撤退した。1959年には沖縄県（当時はアメリカ合衆国統治下）でオリオンビールが生産を開始。そして、1928年12月に上述の日英醸造を買収してビール事業を開始したものの1934年2月に撤退していた寿屋が、1963年3月にサントリーと社名変更し、同年4月にビール事業を再開する。

### 「生ビール」論争
1967年にサントリーが「熱処理をせず、酵母菌を除去したビール」「純生」を発売。熱処理をしないビール＝生ビールが日本において人気商品となって行く。1968年にはアサヒビールが「熱処理をせず、酵母菌が入った状態のビール」である「本生」を発売。酵母菌の有無を巡って「生ビール論争」が起きることになる。
この論争は、1979年に公正取引委員会が「生ビール・ドラフトビール」を「熱処理をしないビールのすべて」と定義して公示したことで、サントリーの主張を認めた形で終結した。

### ドライ戦争
1980年代中盤頃のアサヒビールは「夕日ビール」と揶揄されるくらいに業績が低迷していた。当時は苦味のあるラガースタイルが日本のビールの主流であったところに、アサヒは麦芽量を減らしコーンスターチなどの副原料の比重を増やすことで発酵度を高め、アルコール度数を高くした「アサヒスーパードライ」を開発、1987年に発売を開始する。従来のアサヒビールも「コクがあってキレもある」との評価だったが、その評価を更に推し進め「キレ」に徹した商品であった。地域限定で発売されたスーパードライは、すぐに全国展開される。スーパードライの初年度売上は、1350万箱とビールの新製品の売り上げ記録を更新することになった。スーパードライのヒットによって、アサヒビールの業績は回復する。また、1988年より他社もスーパードライに類似した商品を発売し、「ドライ戦争」と呼ばれることになる販売競争が始まった。
「ドライ戦争」の商戦の結果、ビール市場全体も拡大しており、スーパードライ発売前となる1986年と1990年を比較した場合、市場は32%拡大をした。

### ビールと税金の歴史
日本で、酒にかける税金の発祥は室町時代とも言われている。江戸時代には酒株として醸造の免許税のような仕組みが存在した。明治時代になると、1873年の地租改正によって酒類税が制定された。しかし、酒類税の対象は清酒（日本酒）のみであり、ビールは課税対象外であった。
1901年に、麦酒税（ビール税）が制定される。これは、前年の義和団の乱を受けての軍備増強が目的であったとされる。当時、酒税総額は地租の総額を超えており、国税で最も大きな税収であった。地主の数よりも、醸造業者数は圧倒的に少なく、地租を増税するよりも、酒税の増税のほうが安易だったことも影響しているとみられている。この課税によって、日本国内の小規模醸造業者は淘汰され、ビール業界の再編が行われることになった。
1940年に酒税法（いわゆる旧酒税法）が制定され、1953年に全部改正され酒税法が制定された。
1975年から1985年（昭和50年代）にビールに対する酒税は4回の増税がされている。1988年の消費税法によって販売時には一般消費税も課税されるようになった。以降、二重課税の状態が続いている。
1997年に消費税率の引き上げが行われた際には、イギリスなどからの圧力もあってウイスキーの酒税は減税となったが、ビールの酒税は据え置かれた。
日本の酒税の中でもビールは税負担が最も重い。国際的に見ても日本のビールにかかる酒税率は高水準である。これは、冷蔵庫が普及する昭和30年代以前において、ビールとは「舶来の高級酒で、富裕層が料理店で飲むもの」であり「贅沢な嗜好品」という見做され方をしていたためである。平成に入ると、酒税のうちでビールによる税収が8割を占めるようになった。それでも、ビール販売価格の内の酒税割合が明らかではないこと、社用接待で飲んで経費で落とすのが普通であることもあって、日本の消費者の反発が高まることもない。こういった不合理とも言える高い税率に対抗するため、日本のビールメーカーは発泡酒を開発することになる。

## ビールの分類
日本の麦芽飲料の種類は、日本の課税制度のため、ビールと発泡酒の2種類に分類される。この区別は、穀物添加物と比較して使用される麦芽の量に基づいて行われる。
低麦芽醸造酒に由来する発泡酒という用語がある。
日本の規制では、麦芽が67%未満である醸造酒（米、トウモロコシ、ソルガム、ジャガイモ、澱粉、砂糖を含む33%の補助食品）は「ビール」の名称を使用するのを禁じている。
2004年以来、日本の醸造所では、ビールや発泡酒の分類に合わない大豆やその他の原料から作られた、より低税金の非麦芽酒を生産してきた。「第三のビール」と呼ばれているが、公式には「その他の醸造酒」または「リキュール」に分類されている。

### 日本におけるビールの定義
日本では酒税法によって、ビールを以下のように定義されている。
- 麦芽、ホップおよび水を原料とし発酵させたもので、他に米、トウモロコシ、澱粉などの他の材料も一定範囲内（麦芽の1/2以下）で使用することができる。

このように「ビール」の規定は各国の法律に基づくものであり、ドイツならビール純粋令がこれにあたる。例えば、米を麦芽の1/2以下で使用したものは日本では上述の定義によって「ビール」を名乗れるが、ドイツに輸出した場合は「ビール」を名乗れない。同様にベルギーで醸造された「ビール」の中には副材料に上記以外の原料、分量で使用されていることがあるため、日本に輸入した場合は発泡酒扱いになることもある。
また、日本の酒類製造免許はビールと発泡酒で別免許であるため、上記「ビール」の規定を満たしていても、ビール醸造免許が無く発泡酒扱いで販売しているメーカーも存在している（発泡酒醸造免許のほうが法定製造数量の規定が緩やかであるため）。
2018年4月に酒税法が改正され、以下のように規制が緩和された。
- 麦芽比率が「67%以上」から「50%以上」に緩和された。
- 副原料として使用できる材料として以下が追加された。
  - コリアンダー、香辛料（コショウ、シナモン、サンショウなど）、ハーブ（カモミール、バジルなど）、サツマイモ、カボチャなどの野菜、ソバ、ゴマ、蜂蜜、食塩、味噌、花、茶、コーヒー、ココア、牡蠣、コンブ、カツオなど

#### 生ビールの定義
日本では1979年に公正取引委員会が「熱処理をしないビールのすべて」と「生ビール・ドラフトビール」の定義を公示している。

#### 黒ビールの定義
日本では『ビールの表示に関する公正競争規約及び施行規則』において「黒ビール」の定義を公示している。

## 市場規模

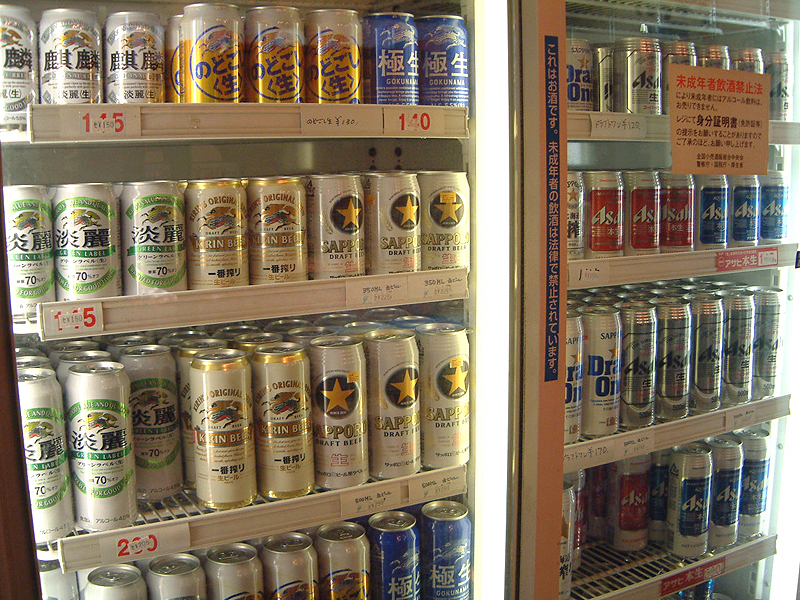
日本のコンビニエンスストアのビール売り場

ビールやビールテイスト飲料の発泡酒は、日本で最も人気のあるアルコール飲料であり、2006年に消費されたアルコールの90億リットルのほぼ3分の2を占めている。
2012年の日本の国内総消費量は1,837.3百万キロリットルで、世界のビール市場は約5.55百万キロリットル（約3.0％）であった。日本のビール総消費量の統計は、ビールのような低麦芽ビールと麦芽ビールも含まれている。
日本人の1人当たりビール消費量でみると、日本は消費者が享受する多様なアルコール飲料市場とノンアルコール飲料市場を反映して、2014年に51位、42.6リットルであった。人口統計的要因として、若年層の消費者がそれ以上の年代の世代よりもビールの消費量が少なく、予測可能な将来にわたって、日本における大量消費ビール製品の販売を引き続き押し下げると見込まれている。2013年（暦年）の出荷量は、1992年の市場ピーク時の20%を上回る4億3,357万ケース（ビール12.66リットルまたは27アメリカ合衆国ドル｜米ドル相当）だった。
しかし、国内のビール消費量の1%未満を占める地元産のクラフトビールや、プレミアムビールについては、市場規模は拡大し続けている。
市場データによると、2012年の最初の8ヶ月間では国内のビールの出荷は7.7％増加し、日本最大の醸造業者の売上は前年比で減少した。
2014年1月時点、市場シェア38%をアサヒビールが占めていて日本の4大ビールメーカーの中で最大であり、麒麟麦酒が35%、サントリーが15%を占めている。
ビール大手5社が2019年1月16日発表した2018年のビール系飲料（発泡酒と第3のビールを含む）の総出荷量は3億9390万ケース（1ケースは大瓶20本換算）で14年連続で減少、1992年の公表開始以来の最低。内訳は、ビールが5.2%減、発泡酒は8.8%減、第3のビールは3.7%増。社ごとの市場占有率（シェア）は1位アサヒビール37.4%、2位キリンビール34.4%、3位サントリービール16.0%。4位サッポロビール11.4%、5位オリオンビール0.9%。

## 主要な日本のビールメーカーとその製品
2023年（令和5年）1月現在
アサヒビール
| - アサヒスーパードライ - アサヒ生ビール〈マルエフ〉 - アサヒプレミアム生ビール熟撰 | - 花鳥風月（東北限定） - アサヒスタウト（関東・関西限定） | - アサヒ本生 (発泡酒) - アサヒスタイルフリー〈生〉（発泡酒） |

麒麟麦酒
| - キリン一番搾り生ビール - キリン スプリングバレー 豊潤〈496〉 - キリンラガービール - キリンクラシックラガー | - キリン秋味（秋季限定商品） - ハートランドビール | - グランドキリン - キリン淡麗〈生〉 (発泡酒) |

サッポロビール
| - サッポロ生ビール 黒ラベル - サッポロラガービール | - サッポロクラシック - ヱビスビール | - ヱビス黒 - ヱビス ザ・ホップ | - 北海道生搾り (発泡酒) - サッポロ極ZERO（発泡酒） |

サントリー
- ザ・プレミアム・モルツ
- サントリーモルツ
- パーフェクトサントリービール〈糖質0〉

オリオンビール（2002年よりアサヒビールと販売契約）
| - オリオンドラフトビール - オリオンスペシャル | - オリオンオリジナル - オリオンサザンスター | - オリオンサイダー - オリオンドライ | - オリオンプレミアム - オリオンスプラッシュビート |

### 季節のビール
日本の多くの醸造所では、季節のビールを提供している。例えば、「秋のビール」は、より高いアルコール含量で醸造され、アサヒスーパードライやキリン一番搾り等の標準的な5%に対して6%と高めである。
キリンの秋味では、ビール缶は秋の葉の絵で装飾されており、ビールは鍋料理で飲むのに適していると宣伝されている。
同様に冬には、冬物語のようなビールが販売される。

## マイクロブルワリー
1994年、日本の厳しい税法が緩和された。以前は、醸造所は年間少なくとも200万リットル（528,000ガロン）を生産しなければビール醸造免許を取得することができなかったが、緩和後は、ビール免許の場合は年間60,000リットル（15,850ガロン）、発泡酒免許の場合は年間6,000リットルで小規模醸造所が許可される。
緩和直後から、日本全土に小規模な醸造所がいくつも設立され、こういった小さな醸造所で醸造されるビールは「地酒」の語から派生して「地ビール」と呼ばれ、ブームが起きた。しかし、醸造される地ビールの品質にばらつきが見られ、やがてブームは落ち着いていった。低価格の発泡酒の人気が高まるのと相まって、「地ビールは高くて不味い」という認識が消費者に広まり、初期の醸造所の多くは廃業していった。その後、地ビールは観光客を誘致するための客引きの一つとして利用され、観光の際に一度は飲んでみるものの、継続的な消費にはつながらない状態が続いた。
そんな中でも、少数の地ビール愛好者によって支えられ、2010年頃より地ビールを提供する店は次第に増えていった。東京の六本木や渋谷にオープンした店が若者、カップル、女性にヒットし、SNSを利用してビール生産者が思いを伝えるなど、地ビールにこだわる人のゆるやかなネットワークが構築され、育っていった。2014年にはキリンがスプリング・バレー・ブルワリーを設立し地ビールに参入する。2015年には続いてアサヒ、サントリー、サッポロと日本国内の四大ビールメーカーが本格参入を発表したことから、地ビールをクラフトビールと呼ぶような第二次ブームが隆盛する。
国税庁による地ビール醸造免許場の推移を見ると2015年時点では日本国内に180のマイクロブルワリーがある。
今日、東京、大阪、名古屋、横浜で毎年開催される「ジャパン・ビアフェスティバル」シリーズをはじめ、日本全土で開催されている地元産の小規模なフェスティバルが増えている。また、日本ビール協会がJapan Beer Cupを、競技団体である日本ビールサポートが毎年日本ビール祭を開催している。

### 日本のマイクロブルワリー
1994年の酒税法改正後のビール醸造免許（本免許）取得の第1号はオホーツクビール（1994年4月に申請、同年6月に内免許、同年12月に本免許取得）。開業第1号が1995年2月のエチゴビールとなる。
また、梅錦山川もビール醸造内免許は1994年6月に取得しているが、本免許の取得は1995年になってからであった。

## 販売方法

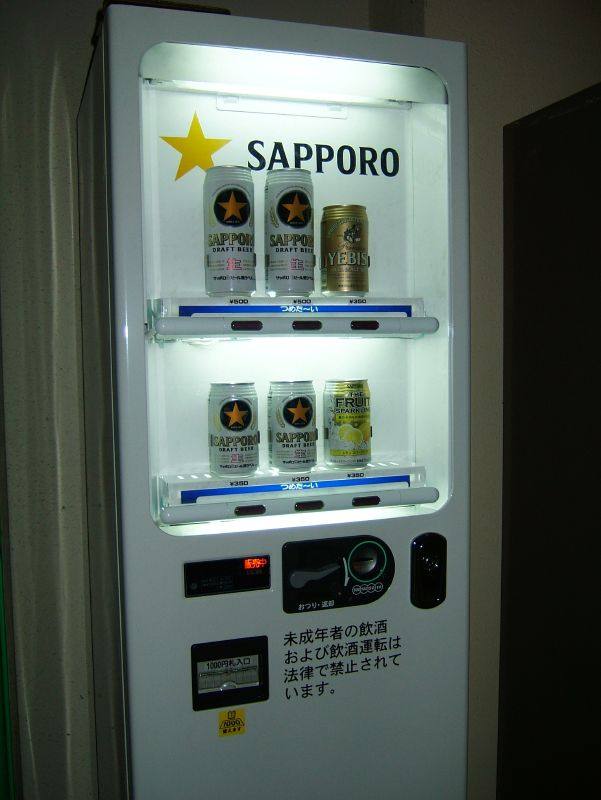
サッポロビールの自動販売機

レストランやバー、居酒屋などで飲む以外でも、日本のビールは、スーパーマーケット、コンビニエンスストア、駅のキオスクなど、様々な店舗で購入できる。
屋外の自動販売機で販売される事もあるが、21世紀に入ってからは酒類の自動販売機は全体的に減少傾向にある。

## 飲酒文化
日本の法的飲酒年齢は20歳である。
飲酒文化の面では、スポーツチームや仕事の後の企業の飲み会などでグループの一員として飲まれている。
イベント、夏の祭り、春の花見などで公然と飲酒するなどの例外はあるが、社会的大会での路上でのアルコール消費や普通の通勤電車では通常飲酒しない。
日本は、アルコールの飲酒後または飲酒中に自動車の運転や自転車に乗る飲酒運転に対して、非常に厳しい法律を制定している。罰金、刑期、その他の罰則は、酒類を供給した人にも適用される。また、飲酒した運転手と、同乗していた人にも適用される。
日本の市場に出回っているアルコール飲料の7割りがビールであり、また「とりあえずビール」という慣用句が生まれているように、日本においては宴会などでの飲まれる酒としては、ビールの人気が高い。他のアルコール飲料に比べると、アルコール度数が低いこと、宴会では大きなジョッキが見た目にも盛り上がっている雰囲気を醸し出すからではないかと推測する向きもある。

## 日本国外の日本のビール
日本の商業醸造およびビール製品は、世界中に輸出されているか、または免許を受けて現地で生産され、多くの海外市場に流通している。
アメリカ合衆国では、4つの主要な日本のブランドのうちの3つが販売されている。サッポロドラフト、キリン一番搾り（通常のラガーは販売されていない）、アサヒスーパードライがある。
アサヒビールはカナダのモルソンで生産している。
麒麟麦酒は、アメリカ合衆国バージニア州ウィリアムズバーグとロサンゼルスのアンハイザー・ブッシュの施設で生産している。
サントリーのビールは販売していない。
沖縄県から輸出しているオリオンビールもある。
ブランドごとに販売可能な製品は、アメリカ合衆国では州の酒類法によって異なり、一部のビールはいくつかの場所で販売可能だが、他のビールは販売できないこともある。たとえば、オクラホマ州では、アサヒスーパードライ、サッポロビール、オリオンビールが販売可能だが、テキサス州ではキリン一番搾りが販売可能である。
多くの日本のビールメーカーは現在、北米、ヨーロッパ、オーストラリア、シンガポール、香港に輸出している。

## ｢泡はビールなりや否や｣裁判
1940年、東京市内のビアホール、カフェーにおいて生ビールの泡が多すぎることが経済警察（国税庁査察部）などから指摘があり、泡をビールとして販売することが国家総動員法違反の虞があるとして、ビアホール3社を相手とした訴訟が発生した。東京区裁判所で行われた裁判では坂口謹一郎が鑑定に呼ばれ、泡を液体に戻した場合、アルコール、糖分、たんぱく質など､元のビールより濃くなると証明を行った。このため、1942年9月にはビールの泡もビールと認めるという判決が下された。
また、この裁判の際に坂口は、泡の量は全体の15%から30%が適当であると証言も残している。